# ティルタウンプル寺院

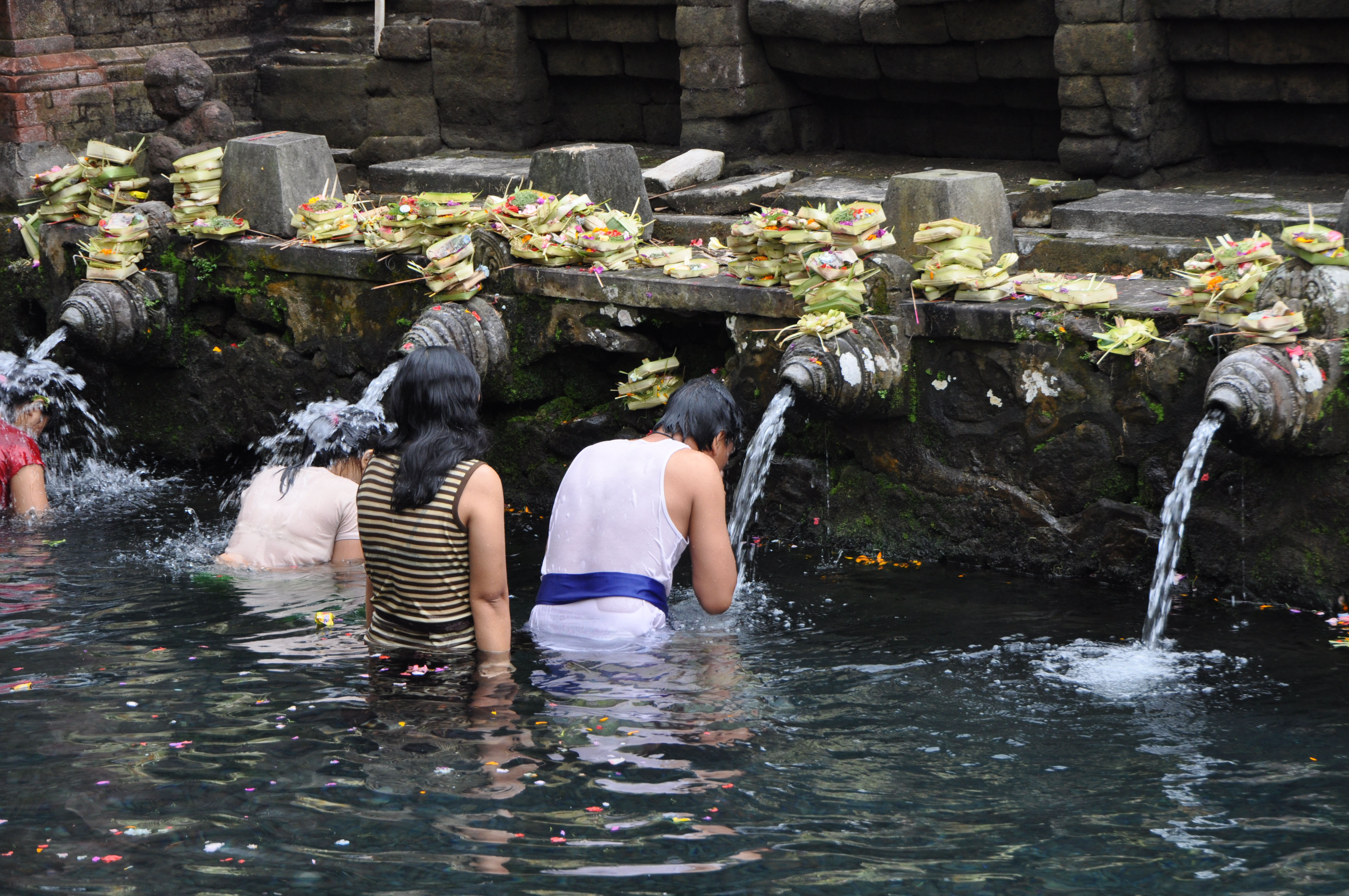
ティルタウンプル寺院の沐浴場

ティルタウンプル寺院（てぃるた・うんぷる・じいん、インドネシア語: Pura Tirta Empul、英語: Tirta Empul Temple）ばインドネシアのバリ島中部にあるバリ・ヒンドゥー教のお寺で、「聖水の寺院」として知られている。インドネシア語を英語読みにして「ティルタ・エンプル寺院」とする例もある。

## 寺院の建設
バリのワルマデワ王朝（10～14世紀）に建設された寺院で、バリ島内に数ある寺院の中でも由緒あるもの。泉から聖水が豊富に湧き出て、ここは沐浴場として有名で、 ティルタは水の意味で、ウンプル（またはエンプル）は聖なるの意味である。
寺院内にはこの聖なる泉と、そこから聖水を引き込んだ沐浴場には左側に20の水の出口、右側に10の水の出口があり、前身を水に沈めて沐浴（マンディ Mandi）をする。この奥にさらに建物があり、僧侶の前の地面にグループで座り、祈りをしてもらい、最後に聖水をハケで頭からかけてもらって、額に米粒を付けてもらう儀式をするところもある。
ティルタウンプル寺院に向かって左側の丘の上に、スカルノ大統領が1954年に訪問した際に建てられた別荘があり、現在は政府要人のレストハウスになっている。
寺院の入口前には二筋の門前商店街があり、さまざまなものを売っている。

## 伝承
昔、インドラ神がこの泉を湧き出させて、他の神々を生き返らせたと言う伝承が残っている。

## 観光客の訪問
過去観光客の訪問が制限された時もあったが、  現在（2010年2月）は観光客の訪問も、境内での写真撮影も問題なく、奥の院の広場でのグループ祈祷にも参加できる。 

## 参照
- バリ島
- バリ・ヒンドゥー教
- 沐浴
- 沐浴場
- ブサキ寺院、バトゥル寺院、タナロット寺院、ティルタウンプル寺院
- ヒンドゥー教寺院の一覧#東南アジア、マダガスカル